# Visions (bok)
Visions: How Science Will Revolutionize the 21st Century  är en populärvetenskaplig bok av Michio Kaku som utgavs 1998. I boken undersöker Kaku de stora vetenskapliga revolutionerna som dramatiskt omformade 1900-talet, nämligen kvantmekanik, bioteknik, och artificiell intelligens och visar hur de kommer att påverka och förändra vetenskapen och vårt sätt att leva.